# フランソワ・マリー・ド・ロレーヌ
フランソワ・マリー・ド・ロレーヌ（François Marie de Lorraine, prince de Lillebonne, duc de Joyeuse, 1624年4月4日 - 1694年1月19日）は、フランスの貴族。リルボンヌ公およびジョワイユーズ公。エルブフ公シャルル2世とその妻でカトリーヌ・アンリエット・ド・ブルボンの間の四男として生まれた。母方の祖父母はアンリ4世王とガブリエル・デストレである。エルブフ公シャルル3世、アルクール伯フランソワ・ルイの弟。

## 生涯
ジュール・マザラン枢機卿の指揮下にある騎兵連隊の大尉となり三十年戦争に従軍、1644年のリェイダの戦いに参加し、1645年のネルトリンゲンの戦いでは負傷している。1658年9月3日、母方の大叔父エストレ公フランソワ・アンニバル・デストレの娘クリスティーヌと結婚したが、結婚後わずか3ヵ月で死別した。1660年10月7日、同族のロレーヌ公シャルル4世の娘アンヌと再婚、シャルル4世から結婚の贈り物としてナンシーの邸宅オテル・ド・ボーヴォー（Hôtel de Beauvau）を与えられた。
1692年に甥のエルブフ公アンリからリルボンヌ伯爵領を買い取り、2年後の1694年に69歳で死去。

## 子女
2番目の妻アンヌとの間に3男6女の9人の子女をもうけた。
- シャルル・フランソワ（1661年 - 1702年） - コメルシー公、ジョワイユーズ公
- ベアトリス・イエロニム（1662年 - 1738年） - ルミルモン女子修道院長
- テレーズ（1663年 - 1671年）
- マリー・フランソワーズ（1666年 - 1669年）
- エリザベート・テレーズ（1664年 - 1748年） - エピノワ公ルイ（1世）・ド・ムランと結婚
- セバスティエンヌ（1667年 - 1669年）
- ジャンヌ・フランソワーズ（1668年 - 1680年）
- アンリ・ルイ（1669年 - 1670年）
- ジャン・フランソワ・ポール（1672年 - 1693年） - ジョワイユーズ公（1693年）、ネールウィンデンの戦いで戦死